# زيفكو غوسبودينوف
جيفكو غوسبودينوف غوسبودينوف (بالبلغارية: Живко Господинов Господинов)‏، (من 6 سبتمبر 1957 إلى 4 مايو 2015): كان لاعب كرة قدم بلغاري. كان غوسبودينوف لاعب خط وسط مهاجم وصانع الألعاب. له تجربة طويلة حيث بدأ الاحتراف في سن ال18 عاما، ولعب لفريق سبارتاك فارنا، فاتيف بيلوسلاف، سبارتاك بليفين، أي دي فافي، تشيرنو مور فارنا وفريق بيرو ستارا زاكورة.
لعب لسبارتاك فارنا 155 مباراة رسمية في الدوري البلغاري الممتاز. ولعب للمنتخب البلغاري (39 مباراة دولية / 6 أهداف) ، وكان أحد المشاركين في نهائيات كأس العالم لكرة القدم 1986.

## روابط خارجية
- زيفكو غوسبودينوف على موقع الاتحاد الدولي (مؤرشف)  (الإنجليزية)
- زيفكو غوسبودينوف على موقع قاعدة بيانات كرة القدم.إي يو (الإنجليزية)
- زيفكو غوسبودينوف على موقع ناشيونال فوتبول تيمز (الإنجليزية)